# Gasanfar Musabekow
Gasanfar Mahmud oglu Musabekow (aserbaidschanisch Qəzənfər Mahmud oğlu Musabəyov; russisch Газанфар Махмуд оглы Мусабеков, wiss. Transliteration Gazanfar Machmud ogly Musabekov; * 14. Julijul. / 26. Juli 1888greg. im Dorf Pirebedil, Gouvernement Baku, Russisches Kaiserreich; † 9. Februar 1938 in Moskau) war ein hoher aserbaidschanischer Parteifunktionär und sowjetischer Politiker.

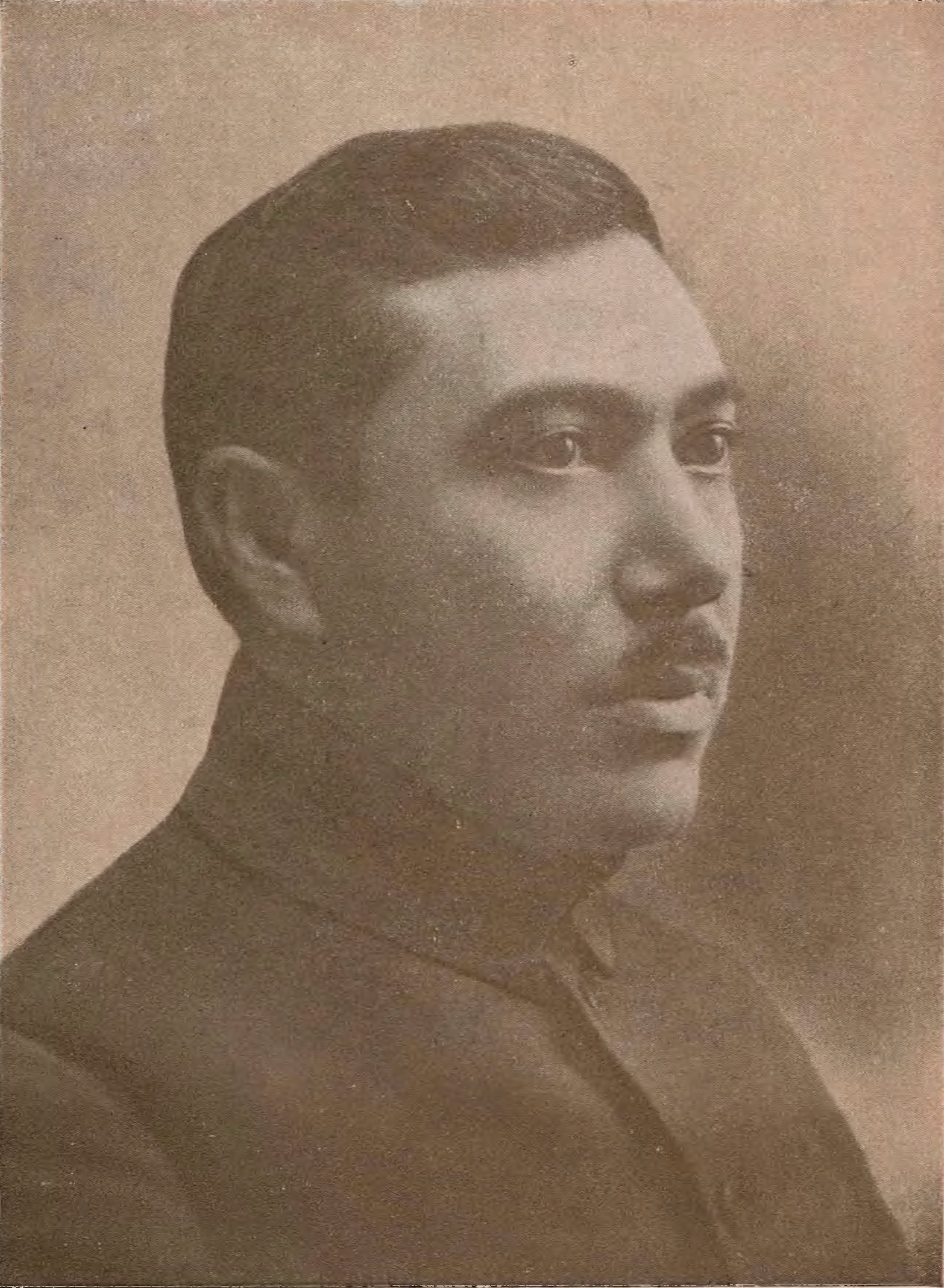
Gasanfar Musabekov

## Leben
Im Jahr 1917 absolvierte der Arbeitersohn Gasanfar Musabekow die Medizinische Fakultät der Universität Kiew. Der junge Arzt wurde im März desselben Jahres Vorsitzender des Exekutivkomitees des Qubaer Sowjets und darauf im Dezember stellvertretender Vorsitzender der Lebensmittel-Verwaltung im Gouvernement Baku. Im August 1918 begab er sich in die Wolgaregion, half dort Nariman Narimanow beim Aufbau eines muslimischen Militärlazaretts in Astrachan, trat der RKP (B) bei und stand bis April 1920 der dortigen muslimischen Sektion seiner Partei vor. Gleichzeitig war er Vorsitzender des Stadtkomitees der aserbaidschanischen sozialdemokratischen Organisation Gummet.
Am 28. April 1920 wurde die Aserbaidschanische Sozialistische Sowjetrepublik (AsSSR) gegründet. Gasanfar Musabekow war vom ersten Tage der Existenz dieser Republik bis zum 19. Mai 1921 Mitglied ihres Revolutionären Militärkomitees. Darauf war er bis 1922 Volkskommissar für die Lebensmittelversorgung in Aserbaidschan und gleichzeitig (von Juli 1921 bis November 1922) Kandidat des Exekutivkomitees der Kommunistischen Internationale.
Ab April 1922 übernahm Musabekow zuerst vertretungsweise, später offiziell das Amt des Vorsitzenden des Rates der Volkskommissare der AsSSR. Im März 1930 wurde er Vorsitzender des Zentralen Exekutivkomitees der AsSSR, im Januar 1932 Vorsitzender des Rates der Volkskommissare der Transkaukasischen SFSR.
Ab dem 31. Dezember 1925 war Gasanfar Musabekow Kandidat und Mitglied des ZK der WKP (B). Am 25. Juni 1937 wurde er aus dem ZK ausgeschlossen und noch im selben Monat verhaftet. Laut Urteil des Obersten Militärgerichts der Sowjetunion wurde Gasanfar Musabekow zum Tode verurteilt und am Tage der Urteilsverkündung erschossen. Seine Schwester Ajna Sultanowa und deren Gatte Hamid Sultanow wurden im selben Jahr erschossen.
Hinterbliebene Gasanfar Musabekows waren seine Ehefrau Arifa Achmed kysy Musabekowa (Арифа Ахмед кызы Мусабекова) und seine Mutter Diba Hussein kysy Musabekowa (Диба Гусейн кызы Мусабекова).
1956 – während Chruschtschows Tauwetter – wurde Gasanfar Musabekow postum rehabilitiert.

## Präsenz in den Gremien der Sowjetmacht
- 6. Mai 1922 bis 14. März 1930 Vorsitzender des Rates der Volkskommissare der AsSSR[6]
- 14. März 1930 bis 15. Dezember 1931: Vorsitzender des Zentralen Exekutivkomitees der AsSSR[7]
- 28. Januar 1932 bis 5. Dezember 1936: Vorsitzender des Rates der Volkskommissare[A 2] der  Transkaukasischen SFSR
- 21. Mai 1925 bis 12. Januar 1938: 2. Vorsitzender des Präsidiums des Zentralen Exekutivkomitees der Sowjetunion[8]

## Ehrungen
- Orden des Roten Banners der Arbeit
- Ehrenmitglied der Aserbaidschanischen Akademie der Wissenschaften Baku

## Weblinks

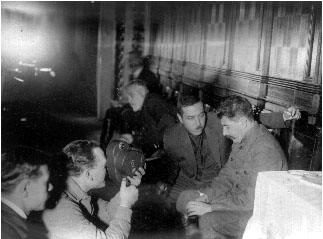
1928: Musabekow spricht mit Stalin